# Herb Barbadosu
Herb Barbadosu – jeden z oficjalnych symboli Barbadosu. 

## Opis
Herb został nadany 21 grudnia 1965 roku dekretem królowej Elżbiety II. Przedstawia na tarczy w polu złotym  u góry dwa czerwone kwiaty brezylki nadobnej (Poinciana pulcherrima) i brodate drzewo figowe (łac. ficus barbata, ang. Bearded Fig Tree) które dało nazwę wyspie. Tarczę wspierają koryfena (ang. dolphin fish) oraz pelikan. Ryba jest symbolem zarówno bogactwa kraju, morza jak i jego położenia na wyspie. Tarczę wieńczy hełm  turniejowy ze złoto-czerwonymi labrami, na którym zawój złoto-czerwony, w klejnocie ręka dzierżąca dwie trzciny cukrowe złożone w kształt  krzyża świętego Andrzeja. Symbolizuje to duże znaczenie trzciny cukrowej w tamtejszym przemyśle, a także dzień niepodległości, który przypada w dzień świętego Andrzeja.  Pod tarczą na wstędze znajduje się motto Barbadosu "Pride and Industry" (Dumna i Pracowita).